# Gynodiastylis brevipes
Gynodiastylis brevipes är en kräftdjursart som beskrevs av Hale 1946. Gynodiastylis brevipes ingår i släktet Gynodiastylis och familjen Gynodiastylidae. Inga underarter finns listade i Catalogue of Life.